# سكايفول (أغنية)
سكايفول هي الأغنية الرئيسية لفيلم جيمس بوند الذي يحمل نفس الاسم للمغنية البريطانية أديل التي كتبتها بالاشتراك مع بول إبورث وصدرت في 5 أكتوبر 2012 بالتزامن مع الذكرى الـ50 لإطلاق أول أفلام السلسلة الذي صدر في نفس التاريخ سنة 1962 بعنوان (دكتور نو).

## عدد المشاهدات على اليوتيوب
حصدت الأغنية على موقع اليوتيوب 376 مليون مشاهد

## الاستقبال النقدي
حصلت الاغنية على آراء ايجابية من مختلف النقاد والمجلات، وحصلت على عدة جوائز منها:
- جائزة الاوسكار عن فئة «أفضل أغنية اصلية»
- جائزة الغولدن غلوب عن فئة «أفضل أغنية اصلية» في حفل جوائز الغولدن غلوب السبعين.
- جائزة بريت في 2013 عن فئة «أفضل أغنية بريطانية»
- ترشحت أيضاً لجائزة ستالايت في 2012 عن فئة «أفضل أغنية اصلية», ولكن أغنية "Suddenly" التي اداها هيو جاكمان من فيلم البؤساء فازت بها.

## الاستقبال التجاري
احتلت الاغنية المرتبة الأولى في 14 دولة حول العالم مثل فرنسا، ألمانيا وإيطاليا، ودخلت في المرتبة الثامنة في قائمة بيلبورد هوت 100 وهي أول أغنية لأديل تكون من «أول عشرة اغاني» فور صدورها بمبيعات بلغت الـ 261,000 نسخة في أول 3 أيام. وهي الاغنية الوحيدة من اغاني أفلام جيمس بوند التي تدخل «أول عشرة اغاني» في الولايات المتحدة.
بحلول 28, نوفمبر 2012 بلغت مبيعات الاغنية بـ مليوني نسخة حول العالم منهم 1,300,000 نسخة في الولايات المتحدة فقط، لتصبح أول أغنية لجيمس بوند تتخطى حاجز المليون نسخة رقمية.

## الاداء الحي
غنت أديل الاغنية لأول مرة في حفل مهرجان توزيع جوائز الأوسكار الـ 85, وفي نفس الليلة فازت بجائزة الاوسكار عن فئة «أفضل أغنية اصلية».

## الكلمات

### الترجمة العربية
- هذه هي النهاية
- أحبس نفسك وعد إلى عشرة
- أشعر بالأرض تتحرك وإذاَ
- أسمع قلبى يدق سريعاً
- لأن هذه هي النهاية
- غرقت وحلمت بهذه اللحظة
- لذلك أدين لهم بدين متأخر الدفع
- أنجرف، لقد سرقت
- دع السماء تنهار
- حين تتفتت
- سنقف شامخين
- وسنواجهه معاَ
- دع السماء تنهار
- حين تتفتت
- سنقف شامخين
- وسنواجهه معاَ
- في انهيار السماء
- سنبدأ من انهيار السماء
- ألاف الأميال والأقطاب البعيدة
- عندما تتصادم العوالم والأيام تنفى
- يمكنك أن تأخذ اسمى
- ولكنك لن تأخذ قلبى
- دع السماء تنهار
- حين تتفتت
- سنقف شامخين
- وسنواجهه معاَ
- دع السماء تنهار
- حين تتفتت
- سنقف شامخين
- أو سنواجهه معاَ
- في انهيار السماء
- أينما تذهب أذهب
- أرى ما ترى
- أعرف أنى لن أكون بدون حماية
- هل ذراعيك الحنونة
- تحمينى من أي أذى؟
- ضع يدك في يدى
- وسنقف سوياَ
- دع السماء تنهار، حين تتفتت
- سنقف شامخين
- أو سنواجهه معاَ
- دع السماء تنهار، حين تتفتت
- سنقف شامخين
- أو سنواجهه معاَ
- في انهيار السماء
- دع السماء تنهار
- سنقف شامخين
- في انهيار السماء